# Asthenoctenus borellii
Asthenoctenus borellii là một loài nhện trong họ Ctenidae.
Loài này thuộc chi Asthenoctenus. Asthenoctenus borellii được Eugène Simon miêu tả năm 1897.